# Gilla Brigte (Galloway)
Gilla Brigte mac Fergusa (auch Gille Brighde oder Gilbert) (* um 1126; † 1. Januar 1185) war als Lord of Galloway ein schottischer Magnat.

## Herkunft und Erbe
Gilla Brigte war vermutlich ein unehelicher Sohn von Fergus, Lord of Galloway. Sein Vater war Lord der keltisch geprägten Herrschaft Galloway in Südwestschottland, die nur unterer lockerer Oberhoheit der schottischen Krone stand. 1160 rebellierte sein Vater zusammen mit anderen Magnaten gegen König Malcolm IV., wurde aber von diesem besiegt. Daraufhin verzichtete er auf seine Herrschaft und trat in ein Kloster ein, wo er 1161 starb. Nach dem damals in Galloway üblichen Brauch teilten sich nun Gilla Brigte und sein älterer, wohl ehelicher Bruder Uhtred die Herrschaft auf. Gilla Brigtes Anteil umfasste dabei den westlichen Teil bis zum Water of Fleet, während Uhtred den östlichen Teil von Galloway erhielt. Allerdings standen beide unter dem Druck der schottischen Könige, die versuchten, die Region stärker in ihr Reich einzubinden. Dazu diente auch die Verheiratung von Gilla Brigte mit der Tochter eines königstreuen Magnaten. Der Name von Gilla Brigtes Frau ist unbekannt, doch es gibt mehrere Anzeichen, dass sie eine Tochter oder Schwester von Duncan, 4. Earl of Fife, dem führenden gälischen Magnaten während der Herrschaft von König Malcolm IV., war. Dennoch waren Uhtred und Gilla Brigte nur selten am schottischen Königshof.

## Rebellion gegen Wilhelm von Schottland und Ermordung seines Bruders
Als jedoch König Wilhelm im Krieg gegen den englischen König Heinrich II. 1174 in Gefangenschaft geriet, nutzten Uhtred und Gilla Brigte die Gelegenheit, um die schottische Oberherrschaft abzuschütteln und um den anglonormannischen Einfluss einzuschränken. Sie hatten beide am Feldzug des schottischen Königs teilgenommen, waren aber nicht wie dieser in Gefangenschaft geraten. Sie kehrten nach Galloway zurück, eroberten das königliche Dumfries Castle, griffen Beamte des schottischen Königs an und töteten die anglonormannischen Siedler. Vermutlich war Gilla Brigte die treibende Kraft des Aufstands. Aus der Revolte wurde aber ein Bürgerkrieg, als es im Juli 1174 zwischen den Brüdern zu Spannungen kam und Gilla Brigte ankündigte, seinen Bruder zu ermorden. Er ließ Uhtred auf der Insel St Mary’s vor Kirkcudbright belagern, worauf dieser vermutlich im November gefangen genommen wurde. Gilla Brigte ließ ihn grausam ermorden. Im November 1174 bot Gilla Brigte dem englischen König Heinrich II. Galloway als Lehen an und versprach eine Zahlung von 200 Merks und einen jährlichen Tribut an Vieh. Die englischen Gesandten erfuhren in Galloway aber, dass Uhtred, der über seine Mutter ein Cousin von Heinrich II. gewesen war, ermordet wurde. Da dazu Wilhelm von Schottland seit dem Vertrag von Falaise ein Vasall des englischen Königs war und damit unter dessen Schutz stand, weigerte sich Heinrich II., weiter mit Gilla Brigte zu verhandeln. Gilla Brigte gehörte nicht zu den schottischen Baronen, die im August 1175 dem englischen König in York huldigten, und Heinrich II. beauftragte den schottischen König, Gilla Brigte für seine Vergehen zu bestrafen. Unterstützt von schottischen Truppen, konnte Roland, der älteste Sohn von Uhtred, vermutlich den östlichen Teil von Galloway erobern. Im Oktober 1176 unterwarf sich aber Gilla Brigte dem schottischen König und wurde von diesem zu Heinrich II. gebracht. Gilla Brigte huldigte dem englischen König, beschwor seinen guten Willen und versprach die Zahlung von £ 1000. Dazu musste er seinen Sohn Duncan fitzGilbert dem englischen König als Geisel stellen. Obwohl er danach weiterhin offen dem schottischen König feindselig gegenüberstand, behielt er unter englischen Schutz die Herrschaft über das westliche Galloway.

## Erneute Rebellion und Tod
Als Lord of Galloway unterstützte Gilla Brigte die Iroschottische Kirche, während sein Vater und sein Bruder die römische Kirche gefördert hatten. Er beschränkte den Einfluss der römischen Reformorden und machte zu deren Gunsten getätigte Schenkungen rückgängig. 1183 oder vielleicht schon 1182 rebellierte er erneut gegen König Wilhelm und griff dessen Vasallen an. Der König konnte die Rebellion nicht niederschlagen, bis Gille Brigte Anfang 1185 überraschend starb. Danach besetzte Roland den bislang unter Gilla Brigtes Kontrolle stehenden Teil von Galloway. Gilla Brigtes Sohn Duncan befand sich noch als Geisel am Hof von Heinrich II., so dass seinen Anhängern ein Führer fehlte. Heinrich II. missbilligte zunächst die Angriffe von Roland, doch dieser durfte schließlich die Kontrolle über Galloway behalten. Duncan erhielt schließlich als Entschädigung die nördlich von Galloway gelegene Herrschaft Carrick.